# 亞伯特·馬可夫
亞伯特·馬可夫（英語：Albert Markov，1933年5月8日—）是俄裔美籍小提琴家、作曲家、教師、指揮家。師事雷辛斯基（Leschinsky）及楊克雷維契（Yankelevich）學習小提琴、師事哈察都量學習作曲。1975年，移民至美國。陳藍谷、黃輔棠、 簡名彥等皆是其門下學生。有《福爾摩沙》組曲及《中國》小提琴協奏曲等作品。

## 外部連結
- Albert Markov: Violinist, Composer, Conductor, Teacher （页面存档备份，存于）